# Əhmədli
Əhmədli, svensk transkribering: Ähmädli (ryska: Ахмедли, Achmedli) är en ort i Azerbajdzjan. Den ligger i distriktet Baku, i den östra delen av landet, i huvudstaden Baku. Əhmədli ligger 39 meter över havet och antalet invånare är 8 430.
Terrängen runt Əhmədli är platt. Trakten är tätbefolkad. Närmaste större samhälle är Baku, 4,8 km väster om Əhmədli.